# Barbara Martin Coppola
Barbara Martin Coppola (Madrid, 1976) es una directora ejecutiva  franco española, ingeniera de telecomunicaciones, y presidenta del consejo de administración de Decathlon.

## Biografía
Se formó en Ingeniería de Telecomunicaciones por la Universidad Politécnica de Madrid y es MBA de Administración y dirección de empresas por Insead.

### Trayectoria profesional
Ocupó puestos de responsabilidad en empresas como Google, siendo responsable de negocio en Francia. Fue directora de márketing de producto de Youtube. También fue directora de Estrategia en Samsung desde Corea. Ha trabajado Texas Instruments en Alemania, Francia, Finlandia, Japón y USA. En 2018, en Ikea, ocupó el cargo de directora digital. En 2022  se incorporó a Decathlon como presidenta de su consejo de administración.